# Clunio setoensis
Clunio setoensis är en tvåvingeart som beskrevs av Tokunaga 1933. Clunio setoensis ingår i släktet Clunio och familjen fjädermyggor. Inga underarter finns listade i Catalogue of Life.